# Itaquaquecetuba
Itaquaquecetuba è un comune del Brasile di 399.450 abitanti nello Stato di San Paolo, parte della mesoregione Metropolitana de São Paulo e della microregione di Mogi das Cruzes.

## Sport
A Itaquaquecetuba ha sede la società calcistica Olaria Itaquá F.C. militante nel campionato di Serie C. Gioca le sue partite in casa all'Estadio Municipal Silvestre Ildeu do Carma. L'Olaria Itaquá ha partecipato a 6 edizioni del Campionato di Serie A brasiliana.